# 浪速バイパス
浪速バイパス（なにわバイパス）は、大阪市阿倍野区天王寺町南一丁目から東住吉区杭全交差点に至る延長約2kmの国道25号のバイパス道路である。
ただし、「浪速バイパス」という名称は一般的にはあまり使われていない。

## 概要
- 起点：大阪市阿倍野区天王寺町南一丁目（付属天王寺小学校前交差点、府道28号（あびこ筋）交点）
- 終点：大阪市東住吉区杭全（杭全交差点、今里筋交点）
- 延長：約2km
- 設計速度：60km/h
- 車線数：6車線
- 幅員：30m
  - 車道：19.0m（9.5m×2）
  - 歩道：6.0m（4.5m×2）
  - 中央分離帯：2.0m

## 沿革
1961年頃から大阪市と建設省との間で話し合いがあり、翌年には決定した。1962年（昭和37年）から1964年（昭和39年）までは、事務を大阪市が行い、用地買収等は建設省大阪国道事務所が行った。
- 1962年（昭和37年）：事業開始
- 1964年（昭和39年）：買収済み土地に簡易舗装
- 1965年（昭和40年）：施工準備着手
- 1966年（昭和41年）：工事着手
- 1972年（昭和47年）6月：新線1.591kmの供用告示・開通

## 接続路線
| 接続する道路 南← ＜浪速バイパス＞ →北   | 接続する道路 南← ＜浪速バイパス＞ →北   | 交差点・ランプ     | 交差点・ランプ | 備考                      |
| --------------------------------------- | --------------------------------------- | ------------------ | -------------- | ------------------------- |
| ＜あびこ筋＞（近鉄前交差点方面）        |                                         |                    |                |                           |
| 府道28号大阪高石線 ＜あびこ筋＞         |                                         | 付属天王寺小学校前 | 天王寺区       | 新線区間 （バイパス単独） |
| 府道26号大阪狭山線 （工事中だが通行可） | 府道26号大阪狭山線 （工事中だが通行可） | 桑津2              | 東住吉区       | 新線区間 （バイパス単独） |
|                                         | 国道25号終点方面 （北河堀町・大国方面） | 桑津4東            | 東住吉区       | 新線区間 （バイパス単独） |
| 国道25号本道と重複                      | 国道25号終点方面 （北河堀町・大国方面） | 桑津4東            | 東住吉区       |                           |
| ＜今里筋＞                              | ＜今里筋＞                              | 杭全               | 東住吉区       |                           |
| 国道25号起点方面                        |                                         |                    |                |                           |